# Tú y yo
Tú y yo è il quinto album in studio del cantante spagnolo David Bisbal, pubblicato nel 2014.

## Tracce
1. No amanece - 3:15
2. Sí pero no - 3:47
3. Diez mil maneras - 3:33
4. Si aún te quieres quedar - 4:18
5. Tú y yo - 3:49
6. Mi estrella de cine - 3:15
7. Culpable - 3:51
8. Hombre de tu vida (feat. Sandy) - 3:29
9. Burbuja - 3:56
10. Lo que vendrá (feat. Antonio Orozco) - 3:16
11. Olvidé respirar (feat. India Martínez) - 4:22
12. Vida, qué locura - 3:41
13. Para enamorarte de mí - 3:54 (Bonus)
14. Mama (Ojos Mágicos) - 4:22 (Bonus)
15. Historia de un amor (feat. Marco Antonio Solís) - 3:34 (Bonus)
16. Fuego de noche, nieve de día (feat. Paty Cantú) - 3:30